# Ippolito Marracci
Ippolito Marracci (Torcigliano di Camaiore, 18 febbraio 1604 – Roma, 19 maggio 1675) è stato un presbitero e teologo italiano, membro dei Chierici Regolari della Madre di Dio.

## Biografia
Marracci nel 1621 divenne religioso nell’Ordine dei Chierici regolari della Madre di Dio che San Giovanni Leonardi aveva fondato da poco nella città di Lucca. Morì a Roma il 19 maggio 1675 nella casa di Santa Maria in Campitelli, in cui rimasero molte sue opere manoscritte.

## Opere
Fra le opere pubblicate, per lo più di storia e teologia mariologica, ricordiamo: Pontifices maximi Mariani (Roma 1642); Bibliotheca Mariana, voll. 2 (ivi 1648); Reges Mariani (ivi 1654); Antistites Mariani (ivi 1656); Heroides Marianae (ivi 1659). Di altro argomento: Fides Caietana (Firenze 1655, spesso ristampata), apologia del Cardinal Caetano; Vindicatio Chrysostomica (Roma 1664). Inediti sono un Bullarium Marianum, voll. 2, e una Idea bibliothecae magnae Marianae, voll. 16. Il fratello Ludovico collaborò assiduamente con lui, traducendo dal greco in latino numerosi testi di autori cristiani dedicati a Maria.